# 1864年
1864年（1864 ねん）は、西暦（グレゴリオ暦）による、金曜日から始まる閏年。

## 他の紀年法
- 干支：甲子
- 日本（天保暦） 
  - 文久3年11月22日 - 文久4年2月19日、元治元年2月20日 - 元治元年12月3日
  - 皇紀2524年
- 清：同治2年11月22日 - 同治3年12月3日
- 朝鮮

  - 李氏朝鮮 : 高宗元年
  - 檀紀4197年
- 阮朝（ベトナム）：嗣徳17年
- 仏滅紀元：2406年 - 2407年
- イスラム暦：1280年7月21日 - 1281年8月2日
- ユダヤ暦：5624年4月22日 - 5625年4月2日
- 修正ユリウス日(MJD)：1871 - 2236
- リリウス日(LD)：102712 - 103077

※皇紀は、太陽暦採用と共に1873年に施行された。
※檀紀は、大韓民国で1948年9月25日に法的根拠を与えられたが、1961年年号廃止の法令を制定に伴い、1962年1月1日からは公式な場での使用禁止。

## カレンダー
| 1月 |    |    |    |    |    |    |
| 日  | 月 | 火 | 水 | 木 | 金 | 土 |
|     |    |    |    |    | 1  | 2  |
| 3   | 4  | 5  | 6  | 7  | 8  | 9  |
| 10  | 11 | 12 | 13 | 14 | 15 | 16 |
| 17  | 18 | 19 | 20 | 21 | 22 | 23 |
| 24  | 25 | 26 | 27 | 28 | 29 | 30 |
| 31  |    |    |    |    |    |    |
|     |    |    |    |    |    |    |

| 2月 |    |    |    |    |    |    |
| 日  | 月 | 火 | 水 | 木 | 金 | 土 |
|     | 1  | 2  | 3  | 4  | 5  | 6  |
| 7   | 8  | 9  | 10 | 11 | 12 | 13 |
| 14  | 15 | 16 | 17 | 18 | 19 | 20 |
| 21  | 22 | 23 | 24 | 25 | 26 | 27 |
| 28  | 29 |    |    |    |    |    |
|     |    |    |    |    |    |    |

| 3月 |    |    |    |    |    |    |
| 日  | 月 | 火 | 水 | 木 | 金 | 土 |
|     |    | 1  | 2  | 3  | 4  | 5  |
| 6   | 7  | 8  | 9  | 10 | 11 | 12 |
| 13  | 14 | 15 | 16 | 17 | 18 | 19 |
| 20  | 21 | 22 | 23 | 24 | 25 | 26 |
| 27  | 28 | 29 | 30 | 31 |    |    |
|     |    |    |    |    |    |    |

| 4月 |    |    |    |    |    |    |
| 日  | 月 | 火 | 水 | 木 | 金 | 土 |
|     |    |    |    |    | 1  | 2  |
| 3   | 4  | 5  | 6  | 7  | 8  | 9  |
| 10  | 11 | 12 | 13 | 14 | 15 | 16 |
| 17  | 18 | 19 | 20 | 21 | 22 | 23 |
| 24  | 25 | 26 | 27 | 28 | 29 | 30 |
|     |    |    |    |    |    |    |

| 5月 |    |    |    |    |    |    |
| 日  | 月 | 火 | 水 | 木 | 金 | 土 |
| 1   | 2  | 3  | 4  | 5  | 6  | 7  |
| 8   | 9  | 10 | 11 | 12 | 13 | 14 |
| 15  | 16 | 17 | 18 | 19 | 20 | 21 |
| 22  | 23 | 24 | 25 | 26 | 27 | 28 |
| 29  | 30 | 31 |    |    |    |    |
|     |    |    |    |    |    |    |

| 6月 |    |    |    |    |    |    |
| 日  | 月 | 火 | 水 | 木 | 金 | 土 |
|     |    |    | 1  | 2  | 3  | 4  |
| 5   | 6  | 7  | 8  | 9  | 10 | 11 |
| 12  | 13 | 14 | 15 | 16 | 17 | 18 |
| 19  | 20 | 21 | 22 | 23 | 24 | 25 |
| 26  | 27 | 28 | 29 | 30 |    |    |
|     |    |    |    |    |    |    |

| 7月 |    |    |    |    |    |    |
| 日  | 月 | 火 | 水 | 木 | 金 | 土 |
|     |    |    |    |    | 1  | 2  |
| 3   | 4  | 5  | 6  | 7  | 8  | 9  |
| 10  | 11 | 12 | 13 | 14 | 15 | 16 |
| 17  | 18 | 19 | 20 | 21 | 22 | 23 |
| 24  | 25 | 26 | 27 | 28 | 29 | 30 |
| 31  |    |    |    |    |    |    |
|     |    |    |    |    |    |    |

| 8月 |    |    |    |    |    |    |
| 日  | 月 | 火 | 水 | 木 | 金 | 土 |
|     | 1  | 2  | 3  | 4  | 5  | 6  |
| 7   | 8  | 9  | 10 | 11 | 12 | 13 |
| 14  | 15 | 16 | 17 | 18 | 19 | 20 |
| 21  | 22 | 23 | 24 | 25 | 26 | 27 |
| 28  | 29 | 30 | 31 |    |    |    |
|     |    |    |    |    |    |    |

| 9月 |    |    |    |    |    |    |
| 日  | 月 | 火 | 水 | 木 | 金 | 土 |
|     |    |    |    | 1  | 2  | 3  |
| 4   | 5  | 6  | 7  | 8  | 9  | 10 |
| 11  | 12 | 13 | 14 | 15 | 16 | 17 |
| 18  | 19 | 20 | 21 | 22 | 23 | 24 |
| 25  | 26 | 27 | 28 | 29 | 30 |    |
|     |    |    |    |    |    |    |

| 10月 |    |    |    |    |    |    |
| 日   | 月 | 火 | 水 | 木 | 金 | 土 |
|      |    |    |    |    |    | 1  |
| 2    | 3  | 4  | 5  | 6  | 7  | 8  |
| 9    | 10 | 11 | 12 | 13 | 14 | 15 |
| 16   | 17 | 18 | 19 | 20 | 21 | 22 |
| 23   | 24 | 25 | 26 | 27 | 28 | 29 |
| 30   | 31 |    |    |    |    |    |
|      |    |    |    |    |    |    |

| 11月 |    |    |    |    |    |    |
| 日   | 月 | 火 | 水 | 木 | 金 | 土 |
|      |    | 1  | 2  | 3  | 4  | 5  |
| 6    | 7  | 8  | 9  | 10 | 11 | 12 |
| 13   | 14 | 15 | 16 | 17 | 18 | 19 |
| 20   | 21 | 22 | 23 | 24 | 25 | 26 |
| 27   | 28 | 29 | 30 |    |    |    |
|      |    |    |    |    |    |    |

| 12月 |    |    |    |    |    |    |
| 日   | 月 | 火 | 水 | 木 | 金 | 土 |
|      |    |    |    | 1  | 2  | 3  |
| 4    | 5  | 6  | 7  | 8  | 9  | 10 |
| 11   | 12 | 13 | 14 | 15 | 16 | 17 |
| 18   | 19 | 20 | 21 | 22 | 23 | 24 |
| 25   | 26 | 27 | 28 | 29 | 30 | 31 |
|      |    |    |    |    |    |    |

## できごと

### 1月
- 1月11日 - ロンドンでチャリング・クロス駅開業[要出典]。

### 2月
- 2月1日 - 第二次シュレースヴィヒ＝ホルシュタイン戦争（ - 10月30日）[要出典]
- 2月6日 - 横浜鎖港談判使節団（第2回遣欧使節）出発
- 2月7日（文久3年12月30日） - 朝廷が幕府の諮問機関として参預会議設置。
- 2月19日 -  第二次シュレースヴィヒ＝ホルシュタイン戦争：プロイセン軍司令官ヴランゲル元帥が独断でデンマーク国境を越えてユトランド侵攻

### 3月
- 3月10日 - 南北戦争：レッド川方面作戦。
- 3月27日（元治元年2月20日） - 元号が文久から元治に改元。

### 4月
- 4月18日 - 第二次シュレースヴィヒ＝ホルシュタイン戦争：ドゥッブル堡塁の戦い
- 4月22日 - 米国で貨幣鋳造法成立（In God We Trustの刻印が義務化）。
- 4月25日 - 第二次シュレースヴィヒ＝ホルシュタイン戦争講和をめぐってイギリス外相ラッセル伯爵を議長とするロンドン会議（英語版）が開かれるも決裂（ - 6月25日)
- 4月27日（元治元年3月22日） - 新任のロッシュ駐日仏公使が横浜に来日。

### 5月
- 5月2日（元治元年3月27日） - 天狗党の乱。
- 5月4日（元治元年3月29日） - 高杉晋作が萩藩で野山獄に投獄される。
- 5月5日 - 南北戦争：荒野の戦い。
- 5月8日 - 南北戦争：スポットシルバニア・コートハウスの戦い。
- 5月9日 - 第二次シュレースヴィヒ＝ホルシュタイン戦争：ヘルゴラント海戦
- 5月21日 - ロシア・チェルケス戦争（英語版）終結。

### 6月
- 6月10日 - 南北戦争：ブライス交差点の戦い。
- 6月15日
  - 米国アーリントン国立墓地設立。
  - 南北戦争：ピーターズバーグ包囲戦。
- 6月24日（元治元年5月21日） - 幕府が神戸海軍操練所を設立（頭取勝海舟）。
- 6月28日 -  第二次シュレースヴィヒ＝ホルシュタイン戦争：プロイセン軍、アルス島上陸作戦に成功。

### 7月
- 7月8日（元治元年6月5日） - 池田屋事件。
- 7月13日（元治元年6月10日） - 明保野亭事件。
- 7月18日（元治元年6月15日） - 五稜郭完成。
- 7月19日 - 太平天国の乱終結。
- 7月20日 - 南北戦争：ピーチツリークリークの戦い。
- 7月22日 - 南北戦争：アトランタの戦い。
- 7月24日 - 南北戦争: 第二次カーンズタウンの戦い。
- 7月30日 - 南北戦争：クレーターの戦い。

### 8月
- 8月1日 - エルジン設立。
- 8月2日 - 南北戦争：モービル湾の海戦。
- 8月20日（元治元年7月19日） - 禁門の変（蛤御門の変）。
- 8月22日 - 第1回ジュネーヴ条約締結（赤十字国際委員会設立）。

### 9月
- 9月5日（元治元年8月5日） - 四国艦隊下関砲撃事件。
- 9月7日 - 南北戦争：北軍がアトランタを陥落させる。
- 9月13日（元治元年8月13日） - 幕府が第一次長州征伐を命ずる。
- 9月 - 薩摩藩、洋学校開成所開校

### 10月
- 10月1日 - サイクロンがカルカッタを襲う（死者7万名）。
- 10月30日 - 第二次シュレースヴィヒ＝ホルシュタイン戦争終結。
- 10月31日 - ネバダ準州が州に昇格してアメリカ合衆国36番目の州・ネバダ州となる。

### 11月
- 11月8日 - 米国大統領選挙でエイブラハム・リンカーンが再選。
- 11月15日 - 南北戦争：海への進軍始まる。
- 11月21日（元治元年10月22日） - 鎌倉見物中の英国士官2名が浪士に斬殺される（鎌倉事件）。
- 11月29日 - インディアン戦争：サンドクリークの虐殺。
- 11月30日 - 南北戦争：第二次フランクリンの戦い。

### 12月
- 12月8日 - 教皇ピウス9世が誤謬表 (Syllabus errorum) を公布。
- 12月15日 - 南北戦争：ナッシュビルの戦い
- 12月27日（元治元年11月29日） - 鎌倉事件の主犯・清水清次が暗闇坂刑場で斬首される。

### 日付不詳
- ジェームズ・クラーク・マクスウェルが電磁波の存在を予言。
- ラ・フランスが発見される。
- コーカサス戦争終結（チェルケス人虐殺）。
- ブラシュール・ド・ブールブール、前年に発見したディエゴ・デ・ランダの『ユカタン事物記（英語版）』を出版。マヤ文字解読史のはじまり[1]。

## 誕生
- 1月2日（文久3年11月23日）- 小松謙次郎、官僚・政治家（+ 1932年）
- 1月5日 - ボブ・カラザーズ、メジャーリーガー（+ 1911年）
- 1月13日（文久3年12月5日）- 岸田俊子、女権拡張運動家・作家（+ 1901年）
- 1月13日（文久3年12月5日） - 屋井先蔵、発明家（+ 1927年）
- 1月19日（文久3年12月11日） - 小山作之助、作曲家（+ 1927年）
- 1月24日 - イズレイル・ザングウィル、作家（+ 1926年）
- 1月27日 - ジョン・ウォルター・グレゴリー、地質学者・探検家（+ 1932年）
- 2月8日（文久4年1月1日）- 川上音二郎、俳優・芸人（+ 1911年）
- 2月13日 - フーゴ・ベッカー、チェリスト・音楽教師・作曲家（+ 1941年）
- 2月14日 - ロバート・E・パーク、社会学者（+ 1944年）
- 2月22日 - ジュール・ルナール、小説家・詩人・劇作家（+ 1910年）
- 3月15日 - ヨハン・ハルヴォルセン、作曲家・指揮者（+ 1935年）
- 3月15日（文久4年2月8日） - 威仁親王妃慰子、皇族、有栖川宮威仁親王妃（+ 1923年）
- 3月30日 - フランツ・オッペンハイマー、社会学者・政治経済学者（+ 1943年）
- 4月4日（元治元年2月28日） - 二葉亭四迷、小説家・翻訳家（+ 1909年）
- 4月6日（元治元年3月1日） - 若松賎子、翻訳家（+ 1896年）
  - 山梨半造、第15代陸軍大臣（+ 1944年）
- 4月10日 - オイゲン・ダルベール、ピアニスト・作曲家（+ 1932年）
- 4月21日 - マックス・ヴェーバー、社会学者（+ 1920年）
- 4月26日（元治元年3月21日） - 三浦謹之助、医学者（+ 1950年）
- 4月27日 - ジェフリー・ホール＝セイ、フィギュアスケート選手（+ 1940年）
- 5月15日 - ヴィルヘルム・ハンマースホイ、画家（+ 1916年）
- 5月19日（元治元年4月14日）- 吉田東伍、歴史学者・地理学者（+ 1918年）
- 5月21日 - ステファニー・ド・ベルジック、オーストリア皇太子妃（+ 1945年）
- 6月11日 - リヒャルト・シュトラウス、作曲家（+ 1949年）
- 6月14日 - アロイス・アルツハイマー、医学者・精神科医（+ 1915年）
- 6月25日 - ヴァルター・ネルンスト、化学者・物理化学者（+ 1941年）
- 7月13日 - ジョン・ジェイコブ・アスター4世、実業家
- 7月14日 - エドゥアルト・エンゲルマン、フィギュアスケート選手・エンジニア（+ 1944年）
- 7月20日 - ルッジェーロ・オッディ、解剖学者・生理学者（+ 1913年）
- 7月22日（元治元年6月19日） - 伊集院彦吉、外交官（+ 1924年）
- 7月24日 - フランク・ヴェーデキント、劇作家・演劇プロデューサー（+ 1918年）
- 7月24日 - ジャック・クレメンツ、メジャーリーガー（+ 1941年）
- 7月25日（元治元年6月22日） - 田中義一、陸軍軍人・第26代内閣総理大臣（+ 1929年）
- 8月8日 - トード・ラムゼイ、メジャーリーガー（+ 1906年）
- 8月29日- ルイ・アイエ、画家（+1940年）
- 9月1日（元治元年8月1日） - 明石元二郎、陸軍軍人（+ 1919年）
- 9月8日 - レオナルド・ホブハウス、社会学者・政治学者・倫理学者・ジャーナリスト（+ 1929年）
- 9月8日 - ヤーコプ・フォン・ユクスキュル、生物学者・哲学者（+ 1944年）
- 9月18日（元治元年8月18日） - 伊藤左千夫、歌人・小説家（+ 1913年）
- 9月29日 - ミゲル・デ・ウナムーノ、哲学者・文学者・詩人・劇作家（+ 1936年）
- 10月8日（元治元年9月8日） - 池田菊苗、化学者（+ 1936年）
- 10月14日（元治元年9月14日） - 大林芳五郎、実業家、大林組の創業者（+ 1916年）
- 10月20日（元治元年9月20日） - 宮崎湖処子、詩人・作家（+ 1922年）
- 10月28日（元治元年9月28日） - 横河民輔、建築家・実業家、横河グループ創業者（+ 1945年）
- 11月9日 - ポール・セリュジエ、画家（+ 1927年）
- 11月11日 - モーリス・ルブラン、小説家、アルセーヌ・ルパンの作者（+ 1941年）
- 11月14日（元治元年10月15日） - 田中隆三 、政治家（+1940年）
- 11月23日 - ピーター・チャルマーズ・ミッチェル、動物学者（+ 1945年）
- 11月24日 - アンリ・ド・トゥールーズ＝ロートレック、画家（+ 1901年）
- 12月8日 - カミーユ・クローデル、彫刻家（+ 1943年）
- 12月25日 - ジョー・クイン、メジャーリーガー（+ 1940年）
- 12月20日（元治元年11月22日） - 竹内栖鳳、日本画家（+ 1942年）
- 12月31日（元治元年12月8日） - 津田梅子、教育者（+ 1929年）

## 死去
- 1月8日 - ケイレブ・ブラッド・スミス、第6代アメリカ合衆国内務長官（* 1808年）
- 2月10日 - ウィリアム・ヘンリー・ハント、画家（* 1790年）
- 4月26日（元治元年3月21日） - 堀田正睦 、幕府老中。下総国佐倉藩第5代藩主。
- 5月19日 - ナサニエル・ホーソーン、小説家（* 1804年）
- 7月8日（元治元年6月5日） - 宮部鼎蔵、熊本藩士（* 1820年）
- 7月8日（元治元年6月5日） - 吉田稔麿、萩藩士（* 1841年）
- 8月12日（元治元年7月11日） - 佐久間象山、兵学者・思想家（* 1811年）
- 8月20日（元治元年7月19日） - 久坂玄瑞、萩藩士（* 1840年）
- 8月20日（元治元年7月19日） - 平野国臣、福岡藩士（* 1828年）
- 8月20日（元治元年7月19日） - 入江九一、長州藩士（* 1837年）
- 8月22日 - ジョン・アップルトン、政治家・外交官（* 1815年）
- 8月22日（元治元年7月21日） - 真木保臣、水天宮祠官（* 1813年）
- 9月15日 - ジョン・ハニング・スピーク、探検家（* 1827年）
- 12月13日（元治元年11月15日） - 中山忠光、公卿（* 1845年）